# 勝眼光
勝眼光（2003年10月12日、英語：Sight Winner，來港前名稱：Mr Richards）是香港已退役純種競賽馬匹。2007-08年度自購新馬，主要勝出賽事包括冠軍一哩賽。

## 競賽生涯

### 2007-08年馬季
2007年11月3日在一場沙田4班1400米賽事亮相，以頸位險勝。11月19日在1400米賽事取得亞軍後，就讓勝眼光轉戰1600米，12月23日首戰1600米結果以超過兩個馬位勝出。
2008年2月9日取得2連勝，然後在3月1日取得3連勝。3月9日首次在第一班比賽上陣，受到慢步速影響，結果僅敗於全程領放的喜蓮精彩。3月30日出戰2班1600米，牠把握後上機會，從容勝出。但在4月27日的比賽表現一般，大部份時間留在後方，結果只得第五。
5月18日2班1600米比賽僅以頸位敗於對手取得第二。6月8日參加1班1800米賽事，由於韋達在日本策騎，由見習騎師楊啟棠策騎此駒，結果僅得第三，敗於兩匹評分較高的對手。最後一場比賽是第一班沙田一哩錦標，第一次與評分較高的一班馬較量，在直路上突圍反應一般，到最後一百米才開始力迫其他馬匹，結果與厚利多並列季軍。並成為了冠軍人馬獎中最大進步馬匹，其香港評分由季初52分升至101分。

### 2008-09年馬季

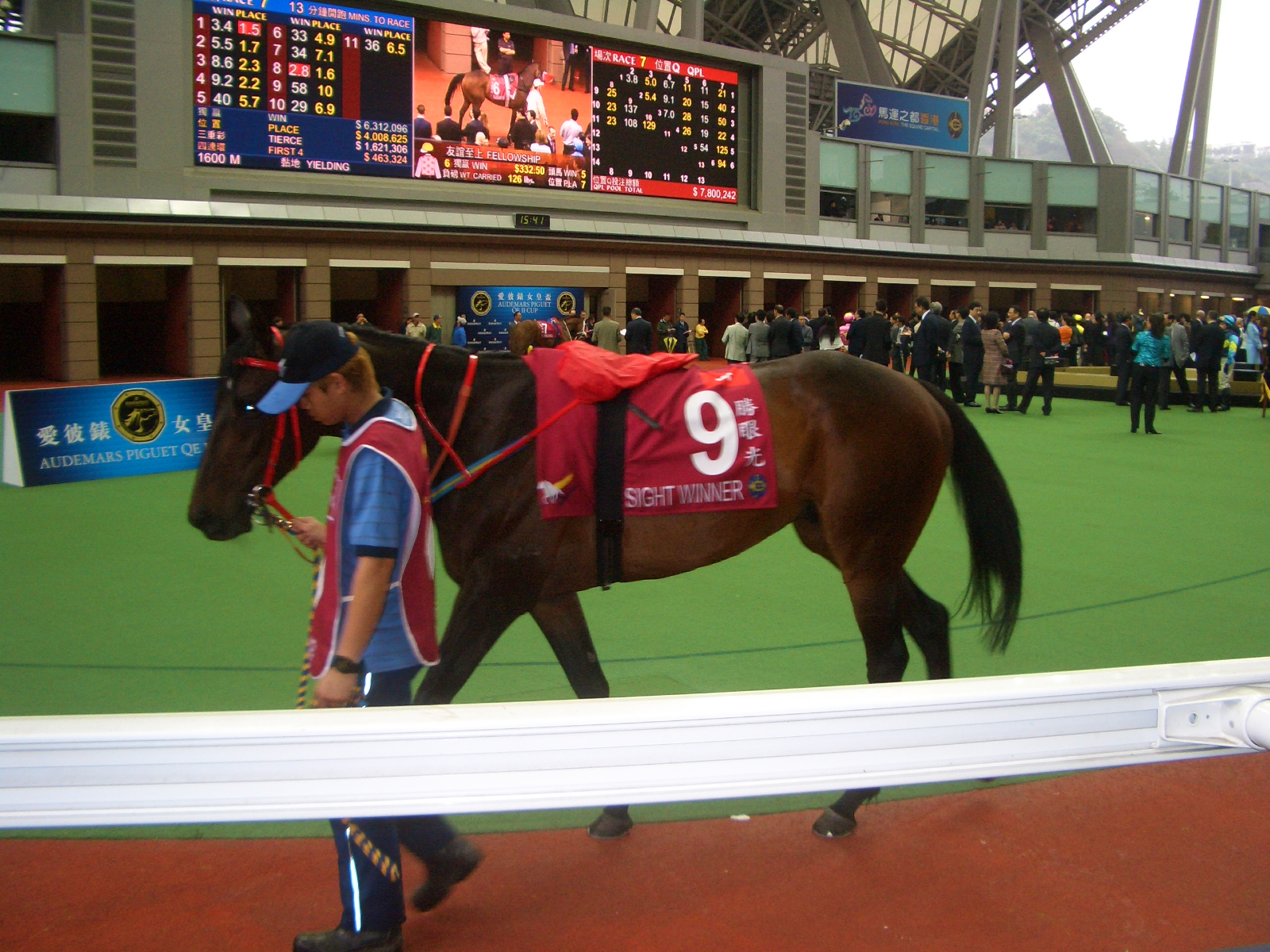
勝眼光角逐冠軍一哩賽。

在季前的目前是參與香港盃比賽。勝眼光在該季第一場賽事是一班獅威啤酒挑戰盃，但是賽前勝眼光卻誤服違禁物質進行治療，有關方面第一時間通知競賽小組，因此勝眼光被迫退出比賽。然後勝眼光報名出戰國慶盃，但由於其他報名馬匹評分較高只列為後備，賽前飛馬王子因傷被迫退出，勝眼光因而補上出賽，並由徐君禮策騎，結果只得第八。
10月19日轉戰跑馬地出賽，結果因檔位不利而大敗。11月4日，再次在快活谷上陣，並增長1800米，結果在直路首先帶出，帶離亞軍勇將軍兩個馬位勝出。11月23日出戰香港一哩錦標，勝眼光留在第三位，在直路越越力弱的俊歡騰穩守亞軍。雖然牠不能超越領放馬再領風騷，但卻壓著後上的好爸爸奪亞。勝眼光已獲出戰香港盃的資格，在香港盃僅能守在中間位置，最後取得第八。
2009年1月24日角逐董事盃，一路跟前，但全程未能對前領馬構成威脅，只得第六。接著出戰百週年紀念銀瓶，在最後直路受困，最終只得第五。勝眼光較早前報名港澳盃，但最後決定參與香港金盃只得第六。接著勝眼光參戰女皇銀禧紀念盃，為全場最冷門的馬匹，最後賠率為162倍（電算機顯示為99倍），但馬匹交出不錯表現，雖然不及冠亞軍，但力壓好利威和蓮華生輝取得殿軍。之後角逐二級賽主席錦標，在最後與好利威爭持第四、五名，最後以頸位僅敗，賽後獲角逐冠軍一哩賽資格。在冠軍一哩賽中，是賽事的冷門，一直咬著領放的再領風騷，在最後以馬頭位之差力壓再領風騷及大腦，贏出第一個分級賽。
勝眼光已前往準備角逐日本東京競馬場舉行的安田紀念賽。在比賽排第18檔，起步後搶在前方，在直路等待機會上前，曾經一度短時間佔先，但反應一般，最後仍力壓超級黃蜂力保一席第六。

### 2009-10年馬季
勝眼光已第一場比賽是10月1日舉行的國慶盃，留守中間位置的牠在最後階段發力，但從未威脅前列馬匹，只得第六。接著在香港一哩錦標預賽被看淡心情況下奪亞，僅僅未能超越率先突圍的友誼至上。
第四場賽事是香港一哩錦標，採用冠軍一哩賽贏馬戰術，跟上再領風騷，但被步步穩阻礙，轉至最終直路後不久乏力，只得第十一。2010年1月1日角逐華商會挑戰盃，馬匹跟前但最後未能發力，跑第五而回。接著角逐董事盃，沿途跟隨再領風騷，在直路再迫近對手，不過後上馬追來時已經乏力，以第九名完成。四星期後出戰香港金盃，起步後帶出，後段走勢平平，只跑得第七。兩星期後出戰女皇銀禧紀念盃只能跑第六。4月4日在冠軍一哩賽跑第六。
儘管如此，仍獲得冠軍一哩賽出賽資格。在比賽中跟隨再領風騷一個馬位，轉自直路抽外發力，但發力力度一般，最終取得第四而回。在步步穩放棄角逐安田紀念賽後，勝眼光獲日本中央競馬會補上，蔡約翰決定由正在日本客串的韋紀力策騎。由於戰績一般，加上在賽前蹄甲出現問題，需要更換新的締鐵，在日本視為冷門馬，起步後留在較前的位置，在直路從外殺上，終點前能力迫上馬名，可惜遲了半步跑第五。

### 2010-11年馬季
在今季第一場賽事沙田錦標中，只能跑第十三而回。之後在馬會一哩錦標跑第六。在香港一哩錦標中，一直帶出，但未能超越在直路順利發力，只能跑第七而回。接著在華商會挑戰盃跑得一席接近的第四。接著在董事盃以第八名完成。在三級賽百週年紀念銀瓶中，跟隨俊鬥仕，最終在直路被火龍駒超越後仍然穩守第二。然後在香港金盃中一起與同馬房的好日子領放，但直路乏力只得第七而回。
在主席錦標，由賴維銘策騎下被忽視，但在賽事中表現不錯，只是跟不上賽事冠軍勁飛寶以及自由好，在力抗其他後上馬下，跑第三而回。在冠軍一哩賽跑第七後，接著憑天雨之利勝出一班賽亞洲電視盃。在6月8日的跑馬地銀瓶中面對負重不到的情況下，最後不敵大摩的卡達聖及包裝選擇，最終以第三名完成。

### 2011-12年馬季
勝出眼在首場賽事國慶盃只能以第十三名完成。接著在沙田錦標及馬會一哩錦標繼續慘敗而回。於董事盃後宣佈退役。

## 詳細賽績
| 日期       | 馬場   | 距離   | 級別 | 賽事名稱                  | 負重 | 騎師   | 名次/出馬 | 勝負距離 | 時間    | 頭馬（二馬） |
| ---------- | ------ | ------ | ---- | ------------------------- | ---- | ------ | --------- | -------- | ------- | ------------ |
| 3/11/2007  | 沙田   | 草1400 |      | 第四班讓賽                | 125  | 高雅志 | 1/14      | 1:21.9   | 頸位    | （金津好）   |
| 19/11/2007 | 沙田   | 草1400 |      | 第四班讓賽                | 130  | 韋達   | 2/14      | 1 1/4    | 1:22.3  | 自然旺       |
| 23/12/2007 | 沙田   | 草1600 |      | 第四班讓賽                | 133  | 韋達   | 1/14      | 2 3/4    | 1:36.1  | （魯班精神） |
| 9/2/2008   | 沙田   | 草1600 |      | 第三班讓賽                | 123  | 韋達   | 1/14      | 一頭位   | 1:36.0  | （笑談中）   |
| 1/3/2008   | 沙田   | 草1600 |      | 第三班讓賽                | 132  | 高雅志 | 1/13      | 1 1/2    | 1:35.2  | （灘坊）     |
| 9/3/2008   | 沙田   | 草1600 |      | 第一班讓賽                | 115  | 韋達   | 1/10      | 3/4      | 1:35.8  | 喜蓮精彩     |
| 30/3/2007  | 沙田   | 草1600 |      | 第二班讓賽                | 122  | 韋達   | 1/14      | 1 1/4    | 1:34.0  | （皇仁飛駒） |
| 27/4/2008  | 沙田   | 草1600 |      | 第二班讓賽                | 131  | 韋達   | 5/14      | 1 3/4    | 1:35.1  | 風雲遊子     |
| 18/5/2008  | 沙田   | 草1600 |      | 第二班讓賽                | 131  | 韋達   | 2/13      | 頸位     | 1:35.6  | 功力勝       |
| 8/6/2008   | 沙田   | 草1800 |      | 第一班讓賽                | 123  | 楊啟棠 | 3/14      | 頸位     | 1:49.3  | 友誼至上     |
| 1/7/2008   | 沙田   | 草1800 |      | 沙田一哩錦標（1班）       | 119  | 韋達   | 3/14      | 1 1/4    | 1:35.0  | 真叻仔       |
| 1/10/2008  | 沙田   | 草1400 | HKG3 | 國慶盃                    | 110  | 徐君禮 | 8/14      | 3 1/4    | 1:21.75 | 友誼至上     |
| 19/10/2008 | 跑馬地 | 草1650 |      | 第一班讓賽                | 129  | 韋達   | 9/12      | 3 1/4    | 1:42.40 | 秘密行動     |
| 4/11/2008  | 跑馬地 | 草1800 |      | 保良局百週年紀念盃（1班） | 133  | 韋達   | 1/12      | 2        | 1:50.54 | （勇將軍）   |
| 23/11/2008 | 沙田   | 草1600 | HKG2 | 香港一哩錦標預賽          | 123  | 韋達   | 2/8       | 3 3/4    | 1:33.89 | 再領風騷     |
| 14/12/2008 | 沙田   | 草2000 | G1   | 香港盃                    | 126  | 韋達   | 8/14      | 8        | 2:02.19 | 飛鷹山       |
| 24/1/2009  | 沙田   | 草1600 | HKG1 | 董事盃                    | 126  | 巫斯義 | 6/12      | 4 1/2    | 1:34.02 | 好爸爸       |
| 8/2/2009   | 沙田   | 草1800 | HKG3 | 百週年紀念銀瓶            | 123  | 韋達   | 5/11      | 2 3/4    | 1:47.66 | 花好月圓     |
| 22/2/2009  | 沙田   | 草2000 | HKG1 | 香港金盃                  | 126  | 巫斯義 | 6/8       | 3 3/4    | 2:05.21 | 爆冷         |
| 15/3/2009  | 沙田   | 草1400 | HKG1 | 女皇銀禧紀念盃            | 126  | 都爾   | 4/13      | 3 3/4    | 1:21.62 | 再領風騷     |
| 5/4/2009   | 沙田   | 草1600 | HKG2 | 主席錦標                  | 126  | 楊啟棠 | 5/12      | 2 1/2    | 1:34.06 | 再豐裕       |
| 26/4/2009  | 沙田   | 草1600 | G1   | 冠軍一哩賽                | 126  | 柏寶   | 1/11      | 短馬頭   | 1:34.97 | （再領風騷） |
| 7/6/2009   | 東京   | 草1600 | GI   | 安田紀念賽                | *58  | 柏寶   | 6/18      | 4-1/4    | 1:34.2  | 伏特加       |
| 1/10/2009  | 沙田   | 草1400 | HKG3 | 國慶盃                    | 131  | 杜利萊 | 6/13      | 3 1/4    | 1:22.11 | 再領風騷     |
| 25/10/2009 | 沙田   | 草1600 | HKG3 | 沙田錦標                  | 126  | 韋達   | 8/14      | 3        | 1:35.17 | 包裝大師     |
| 22/11/2009 | 沙田   | 草1600 | HKG2 | 香港一哩錦標預賽          | 128  | 韋達   | 2/10      | 3/4      | 1:34.81 | 友誼至上     |
| 13/12/2009 | 沙田   | 草1600 | G1   | 香港一哩錦標              | 126  | 韋達   | 11/14     | 3-3/4    | 1:35.20 | 好爸爸       |
| 1/1/2010   | 沙田   | 草1400 | HKG3 | 華商會挑戰盃              | 128  | 柏寶   | 5/14      | 1-1/4    | 1:21.87 | 再領風騷     |
| 31/1/2010  | 沙田   | 草1600 | HKG1 | 董事盃                    | 126  | 柏寶   | 9/12      | 5-1/4    | 1:34.80 | 友誼至上     |
| 28/2/2010  | 沙田   | 草2000 | HKG1 | 香港金盃                  | 126  | 郭爾達 | 7/11      | 4-3/4    | 2:02.34 | 閒話一句     |
| 14/3/2010  | 沙田   | 草1400 | HKG1 | 女皇銀禧紀念盃            | 126  | 韋達   | 6/8       | 6-3/4    | 1:22.90 | 鳥語花香     |
| 4/4/2010   | 沙田   | 草1600 | HKG2 | 主席錦標                  | 123  | 潘頓   | 6/11      | 2-1/2    | 1:34.97 | 步步穩       |
| 25/4/2010  | 沙田   | 草1600 | G1   | 冠軍一哩賽                | 126  | 杜利萊 | 4/12      | 2-1/2    | 1:34.06 | 步步穩       |
| 6/6/2010   | 東京   | 草1600 | GI   | 安田紀念賽                | *58  | 韋紀力 | 5/18      | 1-1/4    | 1:31.9  | 昭和革新     |
| 24/10/2010 | 沙田   | 草1600 | HKG3 | 沙田錦標                  | 121  | 杜利萊 | 13/14     | 8        | 1:34.84 | 自由好       |
| 21/11/2010 | 沙田   | 草1600 | G2   | 馬會一哩錦標              | 123  | 韋達   | 6/12      | 3-3/4    | 1:34.96 | 步步穩       |
| 12/12/2010 | 沙田   | 草1600 | G1   | 香港一哩錦標              | 126  | 韋達   | 7/13      | 2-1/4    | 1:35.15 | 締造美麗     |
| 1/1/2011   | 沙田   | 草1400 | HKG3 | 華商會挑戰盃              | 128  | 韋達   | 4/13      | 1-1/4    | 1:22.20 | 小橋流水     |
| 30/1/2011  | 沙田   | 草1600 | HKG1 | 董事盃                    | 126  | 潘頓   | 8/12      | 3-1/2    | 1:35.49 | 締造美麗     |
| 12/2/2011  | 沙田   | 草1800 | HKG3 | 百週年紀念銀瓶            | 126  | 潘頓   | 2/11      | 2-3/4    | 1:48.34 | 火龍駒       |
| 27/2/2011  | 沙田   | 草2000 | HKG1 | 香港金盃                  | 126  | 潘頓   | 7/12      | 3-1/4    | 2:02.15 | 加州萬里     |
| 20/3/2011  | 沙田   | 草1800 | HKG3 | 精英碟                    | 126  | 杜利萊 | 5/7       | 2-3/4    | 1:47.71 | 沙貝利       |
| 3/4/2011   | 沙田   | 草1600 | HKG2 | 主席錦標                  | 123  | 賴維銘 | 3/12      | 1:34.86  | 2-1/4   | 勁飛寶       |
| 25/4/2011  | 沙田   | 草1600 | G1   | 冠軍一哩賽                | 126  | 賴維銘 | 7/14      | 1:34.86  | 2-3/4   | 軍事攻略     |
| 21/5/2011  | 沙田   | 草1600 |      | 亞洲電視盃（1班）         | 133  | 杜利萊 | 1/8       | 1:37.34  | 1-1/4   | （卡達聖）   |
| 8/6/2011   | 跑馬地 | 草1800 |      | 跑馬地銀瓶（1班）         | 132  | 杜利萊 | 3/10      | 1:49.77  | 頸位    | 卡達聖       |
| 1/10/2011  | 沙田   | 草1400 | HKG3 | 國慶盃                    | 129  | 楊明綸 | 13/14     | 1:23.27  | 11      | 雄心威龍     |
| 30/10/2011 | 沙田   | 草1600 | HKG2 | 沙田錦標                  | 128  | 安國倫 | 11/14     | 1:35.56  | 5       | 加州萬里     |
| 20/11/2011 | 沙田   | 草1600 | G2   | 馬會一哩錦標              | 123  | 安國倫 | 11/12     | 1:35.94  | 6-3/4   | 卡達聖       |
| 11/1/2012  | 跑馬地 | 草1800 | HKG3 | 一月盃                    | 130  | 安國倫 | 9/12      | 1:49.84  | 7-3/4   | 滿綵         |
| 28/1/2012  | 沙田   | 草1600 | HKG1 | 董事盃                    | 126  | 普萊西 | 13/14     | 1:36.45  | 9-1/2   | 雄心威龍     |

- 日本中央競馬會官方重量單位為公斤。

## 外部連結
- 香港賽馬會 （页面存档备份，存于）
- 血統表 （页面存档备份，存于）